# Antoine Charles Augustin d'Allonville
Pour les articles homonymes, voir Allonville (homonymie).
Antoine Charles Augustin d'Allonville naît le 5 août 1735, au château de La Roche, à Verdelot, dans la Brie. Il meurt le 10 août 1792, lors des combats au palais des Tuileries.
Le  chevalier d'Allonville, maréchal de camp, a l'honneur d'être choisi comme sous-gouverneur du premier dauphin. Il est chevalier de l'ordre royal et militaire de Saint-Louis.

## Les carrosses du Roi
Sa famille, les d'Allonville, est citée par l'auteur des Souvenirs apocryphes de la marquise de Créquy, parmi les noms des « 41 familles qui sont très antérieures à 1399 et que ceux qui les portent peuvent être considérés comme gens de qualité ».
Antoine Charles Augustin d'Allonville est l'un des fils d'Edmé d'Allonville (15 septembre 1694 – 3 mars 1783), fils de François III d'Allonville. Officier aux Gardes-Françaises, chevalier, seigneur d'Arnancourt, La Chaise et Féligny, il est aussi seigneur d'Aclainville.
Il a deux frères :
- Armand Jean d'Allonville ;
- Jean Nicolas d'Allonville, baron, maréchal de camp, mort dans l'armée de Condé le 2 décembre 1793 à la bataille de Berstheim[3], en Alsace, pour sauver la vie du duc d'Enghien, Louis-Antoine de Bourbon-Condé.

Il a un neveu, Armand François d'Allonville.

## Biographie

### Officier au régiment du Roi-infanterie
Le chevalier d'Allonville est officier dans le régiment du Roi-infanterie. Il fait toutes les campagnes de la guerre de Sept Ans (1756-1763) : il se trouve blessé, lors de la bataille de Villinghausen, le 15 juillet 1761, d'une balle au cou.
Il est promu colonel du régiment du Roi le 1er mars 1780 et est décoré de l'ordre royal et militaire de Saint-Louis.
Le 1er janvier 1784, il est maréchal de camp.

### Sous-gouverneur du dauphin

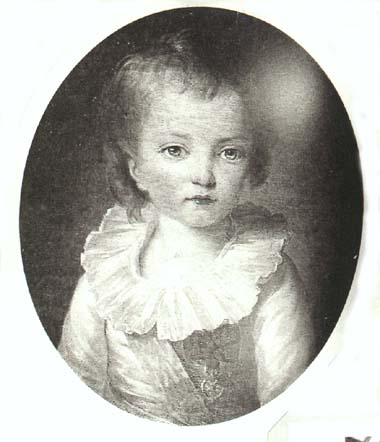
Le dauphin.

Antoine est un proche de la maison d'Harcourt. C'est peut-être ce qui va lui permettre de devenir le sous-gouverneur du dauphin, fils aîné de Louis XVI, de 1787 à 1789. Selon le comte d'Hézecques : « le chevalier d'Allonville est jugé brave et loyal, mais de peu de génie ».
Antoine Charles Augustin d'Allonville est « fort aimé et estimé du roi ».

### Éducation et mort du prince royal (1789)
Louis de France meurt dans les bras du chevalier d'Allonville le 4 juin 1789, d'une « carie des os », au château de Meudon, vers une heure du matin.

### Après la mort de Louis de France (1789-1792)

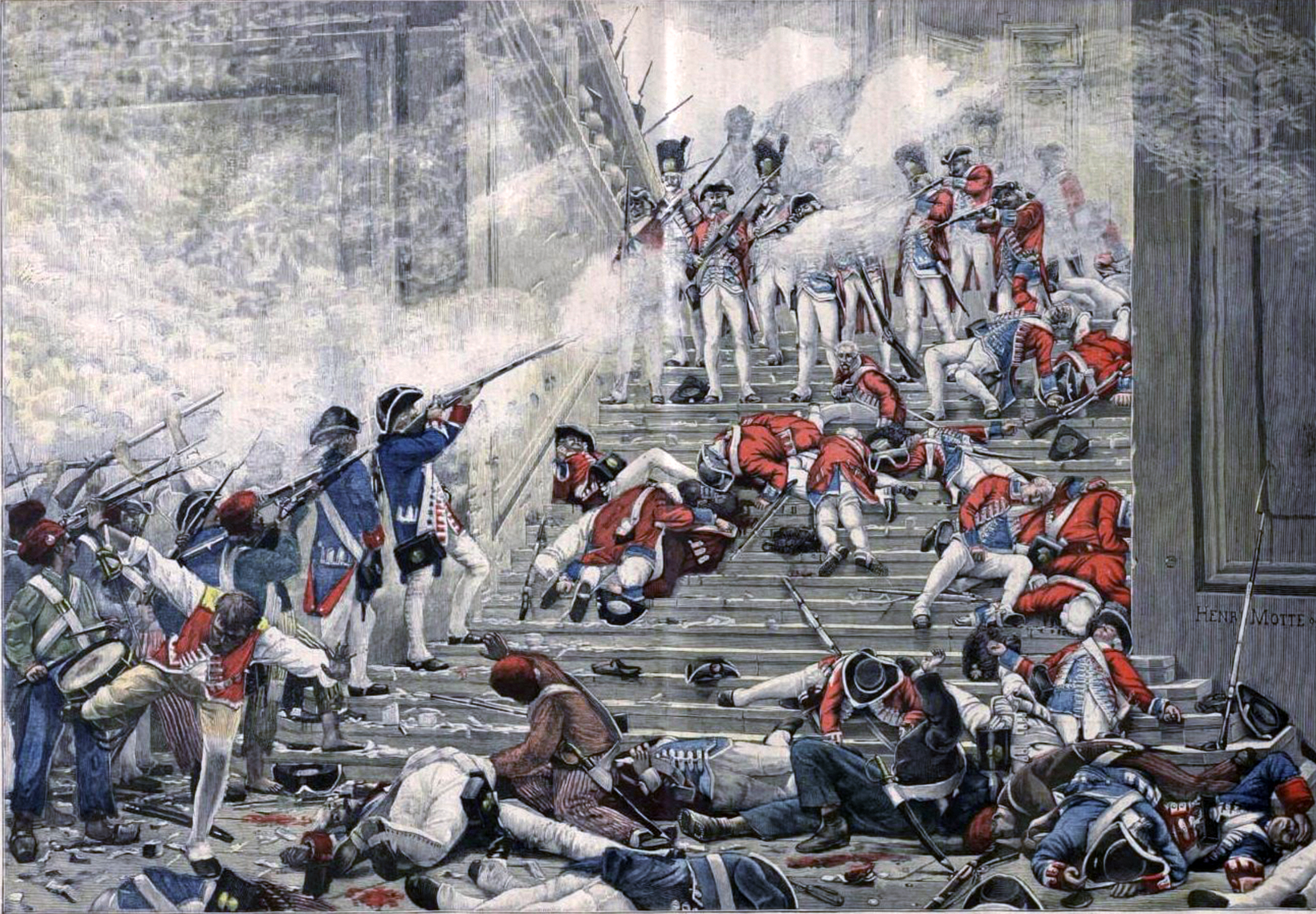
L'assaut dans les couloirs du château.

Il commande un peloton, lors du combat de la journée du 10 août 1792 au palais des Tuileries, où il s'est rendu pour défendre le roi. Il ne peut s'échapper du château après la fin de la bataille. Les révolutionnaires tuent les blessés et les prisonniers, qu'ils soient royalistes, suisses ou serviteurs du roi. Il est massacré dans le cabinet de lecture du second dauphin, le futur Louis XVII. D'Espinchal écrit quant à lui: « Le chevalier d'Allonville est tué sur la terrasse » du palais des Tuileries.
Son cadavre est jeté dans une fosse commune dans l'ancien cimetière de la Madeleine, là où se dresse de nos jours la chapelle expiatoire.